# 美软鱼
美软鱼（学名：Malakichthys elegans）为輻鰭魚綱鱸形目鱸亞目發光鯛科软鱼属的鱼类。分布于日本太平洋沿岸从骏河湾以南至九州岛和冲绳海沟以及中国东海等海域，深度165-208公尺，體長可達20公分，棲息在大陸坡，生活習性不明。该物种的模式产地在骏河湾。